# Baby Don't Lie
Singles de Gwen Stefani
Glycerine
(2012) Spark the Fire
(2014)
Baby Don’t Lie est une chanson interprétée par l’auteure-compositrice-interprète américaine Gwen Stefani. Écrite par Stefani, Noel Zancanella, Ryan Tedder, ainsi que par Benny Blanco et produite par ces deux derniers, Baby Don’t Lie est une piste au tempo moyen influencée par divers styles tels que l’electropop et le reggae-pop. Sorti le 20 octobre 2014 au format numérique et envoyé le lendemain à la plupart des stations de radio nord-américaines, il s’agit du single qui signe le retour de la carrière solo de Stefani sur la scène musicale internationale depuis Early Winter en 2008.
Le sujet d’inspiration de cette chanson est l’insécurité à laquelle on peut être confronté lorsqu’on entre dans une relation amoureuse. La chanson reçoit des critiques généralement mitigées et favorables, certaines étant réceptives à son atmosphère tropicale et d’autres étant plus ambivalentes à l’égard du morceau, pointant du doigt le fait que la longue attente n’en valait pas vraiment la peine. Réalisé par Sophie Muller, une collaboratrice de longue date, son clip vidéo sort le 21 octobre 2014. Alors qu’il devait originellement faire partie du troisième album studio de Stefani, This Is What the Truth Feels Like, le single, en même temps qu’une poignée d’autres chansons, ont été jetés aux oubliettes en faveur de nouveaux matériels à exploiter.

## Développement et parution
Le manager de Stefani, Irving Azoff, a confirmé que la chanteuse avait travaillé sur des morceaux pour son troisième album solo, qui fait suite à The Sweet Escape sorti en 2006, à Miami. Un jour avant la sortie de son single marquant son retour, Stefani a posté sur Twitter sa pochette. Le magazine Billboard a révélé que cet album paraîtra en décembre 2014 et que Benny Blanco en sera le producteur exécutif

## Composition
Baby Don't Lie est une chanson de genre pop et reggae-pop écrite par Stefani, Ryan Tedder, Benny Blanco et Noel Zancanella,. Elle contient un break, infléchi par la musique hip-hop, dans lequel Stefani rappe la phrase « You can tell me what you're hidin' boy / And you can tell me if I'm gettin' warm ».

## Formats et éditions
| - Téléchargement mondial numérique 1. Baby Don’t Lie – 3:21 | - Maxi mondial de remixes 1. Baby Don’t Lie (Kaskade & KillaGraham Remix) – 3:01 2. Baby Don’t Lie (Dave Matthias Remix) – 5:06 |

## Classement hebdomadaire
| Classement (2014-15)                | Meilleure position |
| ----------------------------------- | ------------------ |
| Allemagne (GfK Entertainment)       | 26                 |
| Australie (ARIA)                    | 53                 |
| Belgique (Flandre Ultratip 100)     | 26                 |
| Belgique (Wallonie Ultratip 50)     | 26                 |
| Brésil (ABPD)                       | 65                 |
| Canada (Adult contemporary)         | 29                 |
| Canada (Hot 100)                    | 21                 |
| Canada (Hot adult contemporary)     | 8                  |
| Canada (Top 40)                     | 19                 |
| Danemark (Tracklisten)              | 26                 |
| États-Unis (Adult Pop Songs)        | 23                 |
| États-Unis (Hot 100)                | 46                 |
| États-Unis (Pop Airplay)            | 21                 |
| Finlande (Suomen virallinen lista)  | 19                 |
| France (SNEP)                       | 58                 |
| Hongrie (Rádiós Top 40)             | 35                 |
| Italie (FIMI)                       | 78                 |
| Nouvelle-Zélande (RMNZ)             | 36                 |
| Pays-Bas (Nederlandse Top 40)       | 22                 |
| Pays-Bas (Single Top 100)           | 32                 |
| Tchéquie (IFPI Rádio)               | 30                 |
| Russie (Tophit)                     | 128                |
| Slovaquie (IFPI Rádio)              | 71                 |
| Slovaquie (Singles Digitál Top 100) | 25                 |